# 华东师范大学附属学校列表
截至2015年，华东师范大学共有附属学校24所。

## 公立学校

### 高级中学
- 华东师范大学第一附属中学
- 华东师范大学第二附属中学
- 华东师范大学第三附属中学
- 华东师范大学附属东昌中学
- 华东师范大学附属周浦中学
- 华东师范大学附属枫泾中学
- 华东师范大学松江实验高级中学
- 华东师范大学张江实验中学
- 华东师范大学附属海宁市高级中学（浙江省海宁市）

### 初级中学
- 华东师范大学第二附属中学附属初级中学
- 华东师范大学第四附属中学
- 华东师范大学附属东昌中学南校
- 华东师范大学附属杨行中学
- 华东师范大学松江实验中学
- 华东师范大学宝山实验学校
- 华东师范大学附属外国语实验学校
- 华东师范大学宁波艺术实验学校（浙江省宁波市）
- 华东师范大学附属杭州学校（浙江省杭州市）

### 小学
- 华东师范大学附属小学
- 华东师范大学附属紫竹小学

### 幼儿园
- 华东师范大学附属幼儿园
- 华东师范大学附属紫竹幼儿园

## 私立学校
- 华东师范大学第一附属初级中学
- 华东师范大学附属双语学校

## 筹建
- 华东师范大学芜湖外国语实验学校（安徽省芜湖市）
- 华东师范大学第二附属中学乐东黄流中学（海南省乐东黎族自治县）
- 华东师范大学苏州实验小学（江苏省苏州市）